# Аристов, Егор Игнатьевич
Его́р Игна́тьевич А́ристов (22 апреля [5 мая] 1912, Виловатое, Самарская губерния (ныне Богатовский район Самарской области) — 7 июля 1980, Виловатое, Куйбышевская область), участник Великой Отечественной войны, Герой Советского Союза.

## Биография
Родился в русской крестьянской семье. Получил начальное образование, работал в колхозе.
Служил в Красной Армии в 1939—1940 годах, принимал участие в боях на реке Халхин-Гол и советско-финской войне.
С первых дней Великой Отечественной войны на фронте. Участвовал в обороне Москвы, освобождения Белоруссии. Член ВКП(б) с 1944 года.
Будучи в рядах роты связи 17-го гвардейского стрелкового полка (5-я гвардейская стрелковая дивизия) гвардии сержант телефонист Егор Аристов отличился в апреле 1945 года ув боях у города Пиллау. Он одним из первых переправился через пролив, проложил через него кабельную телефонную линию и обеспечил устойчивую связь командиру полка. Участвовал в отражении четырёх танковых атак, вызывал на себя огонь артиллерии.
После войны был демобилизован. Вернулся в родное село. Работал в колхозе, был его председателем.
В 1952 году окончил Куйбышевскую сельскохозяйственную школу.
Скончался 7 июля 1980 года. Похоронен в селе Виловатое.

## Награды
- Герой Советского Союза (№ 6957, 29.06.1945) — за образцовое выполнение боевых заданий командования на фронте борьбы с немецко-фашистскими захватчиками и проявленные при этом мужество и героизм;
- Орден Ленина (29.06.1945);
- Орден Красной Звезды (28.03.1945);
- Медаль «За отвагу» (07.03.1944);
- медали.

## Память
- Имя Героя носила пионерская дружина средней школы села Виловатое.
- На сельском кладбище в селе Виловатое Богатовского района Самарской области, на месте захоронения установлен памятник
- Мемориальная доска установлена на здании ГБОУ СОШ с. Виловатое.
- Мемориальная доска установлена в с. Богатое на территории мемориального комплекса «Скорбящая мать».